# 189-й зенитный артиллерийский полк
189-й зенитный артиллерийский полк — воинское подразделение вооружённых ПВО СССР в Великой Отечественной войне.

## История
В составе действующей армии во время Великой Отечественной войны с 22 июня 1941 года по 18 мая 1944 года.
С начала и до конца боевых действий входил в состав 2-го корпуса ПВО (с апреля 1942 года Ленинградская армия ПВО). Полк состоял из пяти зенитных дивизионов орудий среднего калибра (85-мм или 76-мм орудий), каждый состоял из пяти зенитных батарей, трёхбатарейного дивизиона малого калибра (37-мм пушки) и прожекторного батальона из пяти рот. Каждая батарея состояла из взвода управления и огневого взвода, имела на вооружении четыре орудия и счетверённую зенитную пулемётная установку на автомобиле.
Базировался на юго-западных подступах к Ленинграду в районах Горелово, Ропша, Низино
Первый самолёт (Ju-88) полком сбит 6 июля 1941 года. В августе 1941 года за счёт своего личного состава и орудий сформировал противотанковый дивизион, который прикрывал юго-западные подступы к Ленинграду. Ведёт бои в районе Красного Села, затем по направлениям наступления немецких войск на Урицк и Пулково, несёт тяжёлые потери, но и сам внёс заметный вклад в оборону Ленинграда.
С середины сентября 1941 года занимает позиции в Ленинграде, в частности в районах Ржевки — Медвежьего Стана, Парголово, Пискарёвка, Ручьи, Девяткино.
Третий и пятый дивизионы полка прикрывали советские войска в ходе второго захвата плацдарма на левом берегу Невы в районе Невской Дубровки (август-октябрь 1942 года). Третий дивизион полка привлекался к участию в операции «Искра» по прорыву блокады Ленинграда, прикрывая наступающие войска 67-й армии, в том числе, форсировал батареей вслед за пехотными частями Неву. Полк затем, по-видимому большей частью также форсировал Неву и затем ведёт тяжелейшие бои в ходе боёв за Синявинские высоты, Мгу.
Из воспоминаний ветерана полка В. И. Рабиновича, участника боёв на Неве 1942 года,

За один этот день батарея лишилась всех своих офицеров, всех разведчиков, доброй половины орудийщиков, прибористов, связистов. А мне — хоть бы что. Отделался тем, что зазубренный осколок мины, уже на излете, прожужжав, как пчела, впился мне в правую бровь, и несколько дней у меня из-под каски выглядывал бело-розовый бинт.
За участие в операции 3-й зенитный артиллерийский дивизион 189-го зенитного артиллерийского полка был награждён Орденом Красного Знамени. С весны 1943 года 1-й дивизион был поставлен на оборону 5-й ГЭС.
В ходе Красносельско-Ропшинской операции полк не только обеспечивал прикрытие с воздуха наступление 42-й армии, но и разрушал наземные укрепления, артиллерийские батареи противника. После прорывы обороны продолжал наступление, принимал участие в освобождении Красного Села, Дудергофа, Вороньей Горы. По окончании операции возвращён в Ленинград
18 мая 1944 года переформирован в 84-ю зенитную артиллерийскую бригаду ПВО

## Полное наименование
- 189-й зенитный артиллерийский полк

## Командиры
- подполковник Рожков, Пётр Фролович
- майор В. С. Зенгбуш

## Известные люди, служившие в полку
- Мельков, Юрий Дмитриевич (1921—2003) — младший лейтенант, командир взвода, после войны — крупный государственный и партийный деятель.
- Миклашевский, Игорь Львович, советский диверсант, выполнивший в 1945 году ликвидацию своего дяди Блюменталя-Тамарина В. А., коллаборционста.[1]
- Рынкович, Анатолий Васильевич (1922—2007) — старший сержант, командир расчёта звукопеленгатора, позднее — командир радиопрожекторной станции РАП-150, после войны — известный кораблестроитель, кавалер Ордена Ленина, в 1970—1985 гг. — Главный строитель Севмашпредприятия.
- Юньков, Михаил Григорьевич (1922 года рождения) — старший сержант, командир расчёта звукопеленгатора, позднее — командир радиопрожекторной станции РАП-150, после войны — директор ВНИИЭлектропривод, доктор технических наук, профессор, почётный академик Академии электротехнических наук РФ, заслуженный деятель науки и техники Российской Федерации.

## Награды и почётные наименования подразделений полка
| Наименование подразделения       | Награда (наименование) | Дата награждения  | За что получена |
| -------------------------------- | ---------------------- | ----------------- | --- |
| зенитный артиллерийский дивизион | Орден Красного Знамени | 19 июня 1943 года | за образцовое выполнение боевых заданий командования на фронте борьбы с немецкими захватчиками и проявленные при этом доблесть и мужество |